# Олово (Купрес)
Олово је насељено мјесто у Босни и Херцеговини у општини Купрес које административно припада Федерацији Босне и Херцеговине. Према попису становништва из 2013. у насељу је живјело 78 становника.

## Становништво
Према попису 1991. укупно: 68
| Националност | 1991.     |
| Хрвати       | 68 (100%) |
| Укупно       |           |